# 977 (фільм)
«977» (рос. 977) — російський фантастичний художній фільм, відзнятий режисером Миколою Хомерикі 2006 року. Фільм був учасником програми «Особый взгляд» Каннського кінофестивалю 2006 року.

## Сюжет
Іван — молодий науковець, якого направляють на роботу до закритого науково-дослідного інституту. У цьому інституті створено прилад, що вимірює в людині певний індекс — величину, яка має числове значення. Що саме воно означає — достеменно не знає ніхто.
Іван — щирий і захоплений наукою дослідник, який прагне знайти істину. Однак інші вчені не визнають його талант і амбіції.
На території інституту мешкає група людей («піддослідних»), яким заборонено залишати межі об'єкта. Вони є піддослідними в рамках експерименту. Особливу зацікавленість Івана викликає Рита, в якої показник індексу досягає критичного рівня — 977.
Іван відчуває, що близький до розгадки природи цього феномену, але дослідження несподівано згортають через непередбачувані наслідки. Щоб дізнатися правду, потрібно ризикнути й провести експеримент.

## У ролях
| Актор             | Роль              |
| ----------------- | ----------------- |
| Федір Лавров      | Іван              |
| Клавдія Коршунова | Рита              |
| Катерина Голубєва | Тамара            |
| Павло Любимцев    | Сергій Сергійович |
| Аліса Хазанова    | Соня              |
| Андрій Казаков    | Гоша              |
| Ольга Демидова    | Тоня              |
| Сергій Цепов      | Валера            |

| Актор           | Роль           |
| --------------- | -------------- |
| Ігор Овчинников |                |
| Сергій Петров   | Аркадій Ілліч  |
| Станіслав Міхін | старий пацієнт |
| Ганна Ардова    |                |
| Тетяна Мітієнко | Любов          |
| Ірина Барська   | близнюк Ірина  |
| Дарина Барська  | близнюк Маша   |
| Леос Каракс     | технік         |

## Виробництво
Одну з епізодичних ролей без слів у фільмі виконав французький режисер Леос Каракс, з яким Микола Хомерикі познайомився під час стажування в Парижі,, тим же часом одну з головних ролей у стрічці зіграла дружина Леоса Каракса — акторка Катерина Голубєва, яка раніше знімалася у його фільмі «Пола Ікс» (1999).

## Нагороди
- Гран-прі фестивалю «Вікно в Європу»
- Приз журі Федерації кіноклубів Москви, фестиваль «Московська прем'єра»
- Приз імені Юла Бріннера на IV Міжнародному фестивалі країн АТР у Владивостоці «Меридіани Тихого».[2]

## Відгуки
У своїй рецензії на сайті «Афиша.ру» кінознавець Роман Волобуєв погоджується з оглядачем журналу Variety у тому, що у фільмі простежується вплив творчості Андрія Тарковського, передусім стрічки «Соляріс»: це і приїзд героя «ззовні» у місце проведення експерименту, і довгі плани нескінченних коридорів, і тема «втілення» коханої дівчини головного героя (Рити) в ході експерименту. Проте, на думку Волобуєва, режисер Хомерикі не виглядає як наслідувач, а його метод полягає в тому, що, «відсікаючи несуттєві обставини… він кристалізує ситуацію, поступово приводячи нас і себе до… абсолютно чіткого її розуміння».